# Campeonato Brasileiro de Futebol de 2009 - Série D
O Campeonato Brasileiro da Série D de 2009 foi a primeira edição da quarta divisão do futebol brasileiro, sendo disputado no segundo semestre de 2009. A Série D contou com 39 equipes que obtiveram classificação através dos campeonatos estaduais ou torneios realizados por sua federação. Inicialmente estavam previstas 40 vagas, mas nenhum clube do estado do Acre se habilitou para a disputa, reduzindo o número de clubes participantes.
Alecrim, Chapecoense, Macaé e São Raimundo conseguiram se classificar até as semifinais e garantiram a promoção para a Série C de 2010.
O título de primeiro campeão brasileiro da Série D foi conquistado pelo São Raimundo de Santarém sobre o Macaé. Após perder o jogo de ida no Rio de Janeiro por 3–2, a equipe venceu o jogo de volta no seu estádio por 2–1 e sagrou-se campeã graças a regra do gol fora de casa.

## Critérios de classificação

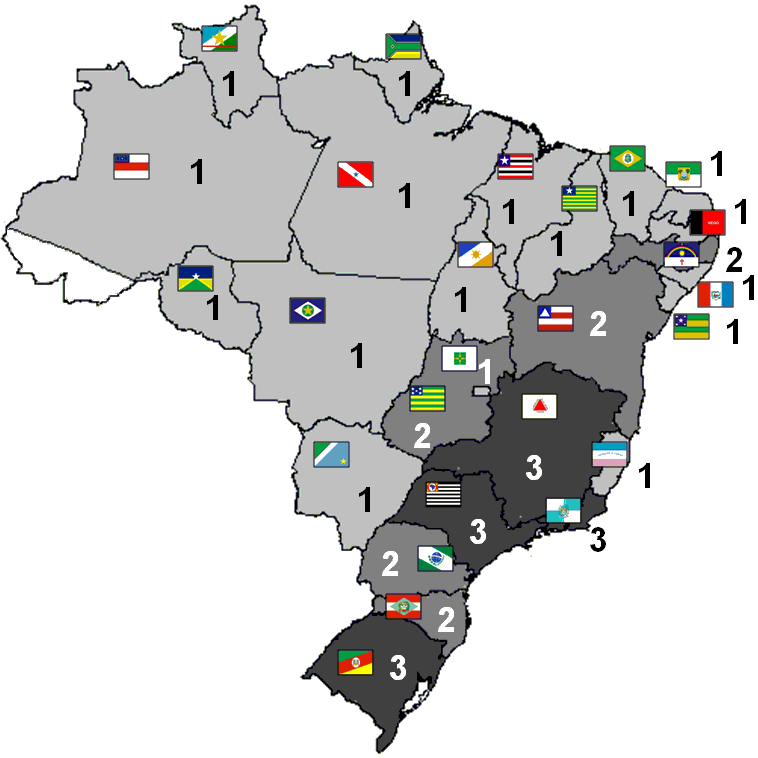
Mapa com a distribuição de clubes da Série D 2009.

As 39 vagas para a disputa da Série D em 2009 foram distribuídas da seguinte forma:
- Os quatro primeiros estados do RNF (Ranking Nacional das Federações), divulgado pela CBF, tiveram direito a três representantes cada, indicados através do desempenho nos campeonatos estaduais ou torneios realizados por cada federação estadual (em 2010 estes estados perderão o direito a esta vaga extra, dando lugar aos clubes rebaixados da Série C 2009);
- Do quinto ao nono colocado tiveram direito a dois representantes cada;
- Os demais tiveram um representante cada. (1)

Nos estados onde existam times que já tenham vaga garantida nas Séries A, B ou C, as vagas foram repassadas conforme a classificação nos campeonatos estaduais.

## Forma de disputa
Na primeira fase, os 39 clubes foram divididos em nove grupos de quatro clubes cada e um de três clubes, agrupados regionalmente. Os dois primeiros de cada grupo classificaram-se à fase seguinte. Na segunda fase, os 20 clubes restantes jogaram em sistema eliminatório em jogos de ida e volta, classificando o clube vencedor para a terceira fase. Na terceira fase, os dez clubes restantes jogaram novamente em sistema eliminatório, classificando os vencedores, mais os três clubes perdedores de melhor desempenho para a fase seguinte. A disputa seguiu no sistema de eliminação com 8 clubes, 4 clubes, até restarem os dois finalistas. Os semifinalistas garantiram-se na Série C de 2010.

## Participantes
| Equipe                     | Cidade           | Estado | Como se classificou                            | Estádio              | Capacidade | Títulos        |
| -------------------------- | ---------------- | ------ | ---------------------------------------------- | -------------------- | ---------- | -------------- |
| Alecrim (12)               | Natal            | RN     | 6° melhor colocado do Estadual 2009            | Machadão             | 30 000     | 0 (não possui) |
| Anapolina (4)              | Anápolis         | GO     | 5° melhor colocado do Estadual 2009            | Jonas Duarte         | 17 800     | 0 (não possui) |
| Araguaia AC                | Alto Araguaia    | MT     | Campeão da Copa Governador de Mato Grosso 2008 | Bilinão              | 3 500      | 0 (não possui) |
| Atlético de Alagoinhas     | Alagoinhas       | BA     | 2° melhor colocado do Estadual 2009            | Carneirão            | 12 000     | 0 (não possui) |
| Atlético Roraima           | Boa Vista        | RR     | Campeão do Estadual 2009                       | Ribeirão             | 20 000     | 0 (não possui) |
| Brasília                   | Brasília         | DF     | 1º melhor colocado do Metropolitano 2009       | CAVE                 | 7 000      | 0 (não possui) |
| Brusque                    | Brusque          | SC     | Campeão da Copa Santa Catarina de 2008         | Augusto Bauer        | 5 000      | 0 (não possui) |
| Central (9)                | Caruaru          | PE     | 3º melhor colocado do Estadual 2009            | Lacerdão             | 15 000     | 0 (não possui) |
| Chapecoense                | Chapecó          | SC     | 1° melhor colocado do Estadual 2009            | Arena Condá          | 15 000     | 0 (não possui) |
| Corinthians Paranaense (8) | Curitiba         | PR     | 1° melhor colocado do Estadual 2009            | Eco-Estádio          | 4 200      | 0 (não possui) |
| CRAC                       | Catalão          | GO     | 2° melhor colocado do Estadual 2009            | Genervino da Fonseca | 12 000     | 0 (não possui) |
| Cristal                    | Macapá           | AP     | Campeão do Estadual 2008                       | Glicerão             | 5 630      | 0 (não possui) |
| CSA (2)                    | Maceió           | AL     | 7º melhor colocado do Estadual 2009            | Rei Pelé             | 26 000     | 0 (não possui) |
| Ferroviário                | Fortaleza        | CE     | 1° melhor colocado do Estadual 2009            | Elzir Cabral         | 8 000      | 0 (não possui) |
| Flamengo-PI                | Teresina         | PI     | Campeão do Estadual 2009                       | Albertão             | 44 200     | 0 (não possui) |
| Fluminense de Feira        | Feira de Santana | BA     | 1° melhor colocado do Estadual 2009            | Joia da Princesa     | 16 274     | 0 (não possui) |
| Friburguense (10)          | Nova Friburgo    | RJ     | 3° melhor colocado do Estadual 2009            | Eduardo Guinle       | 6 550      | 0 (não possui) |
| Genus (14)                 | Porto Velho      | RO     | Vice-campeão do Estadual 2009                  | Aluizão              | 4 000      | 0 (não possui) |
| Ituano                     | Itu              | SP     | 3º melhor colocado do Estadual 2009            | Novelli Júnior       | 16 405     | 0 (não possui) |
| Londrina                   | Londrina         | PR     | Campeão da Copa Paraná de 2008                 | Estádio do Café      | 31 019     | 0 (não possui) |
| Macaé                      | Macaé            | RJ     | 1° melhor colocado do Estadual 2009            | Cláudio Moacyr       | 20 000     | 0 (não possui) |
| Madureira (11)             | Rio de Janeiro   | RJ     | 3° colocado da Copa Rio de 2008                | Conselheiro Galvão   | 10 000     | 0 (não possui) |
| Mirassol                   | Mirassol         | SP     | 1º melhor colocado do Estadual 2009            | Campos Maia          | 15 000     | 0 (não possui) |
| Moto Club                  | São Luís         | MA     | Campeão do Estadual 2008                       | Nhozinho Santos      | 16 500     | 0 (não possui) |
| Nacional-AM                | Manaus           | AM     | Campeão do 1° turno do Estadual 2009           | Vivaldão             | 31 000     | 0 (não possui) |
| Naviraiense                | Naviraí          | MS     | Campeão do 1º turno do Estadual 2009           | Virotão              | 5 000      | 0 (não possui) |
| Paulista                   | Jundiaí          | SP     | 2º melhor colocado do Estadual 2009            | Jayme Cintra         | 14 771     | 0 (não possui) |
| Pelotas                    | Pelotas          | RS     | Campeão da Copa FGF de 2008                    | Boca do Lobo         | 23 336     | 0 (não possui) |
| Rio Branco-ES (3)          | Vitória          | ES     | 2° melhor colocado do Estadual 2009            | Ninho da Águia       | 10 000     | 0 (não possui) |
| Santa Cruz                 | Recife           | PE     | 1° melhor colocado do Estadual 2009            | Arruda               | 68 044     | 0 (não possui) |
| São José-RS (13)           | Porto Alegre     | RS     | 5º melhor colocado do Estadual 2009            | Passo D'Areia        | 9 000      | 0 (não possui) |
| São Raimundo-PA            | Santarém         | PA     | Campeão do 2º turno do Estadual 2009           | Colosso do Tapajós   | 19 254     | 0 (não possui) |
| Sergipe                    | Aracaju          | SE     | 1° melhor colocado do Estadual 2009            | Batistão             | 14 000     | 0 (não possui) |
| Tocantins de Palmas        | Palmas           | TO     | Campeão do Estadual 2008                       | Nilton Santos        | 10 000     | 0 (não possui) |
| Treze (7)                  | Campina Grande   | PB     | Vice-campeão do Estadual 2009                  | Amigão               | 25 770     | 0 (não possui) |
| Tupi (6)                   | Juiz de Fora     | MG     | Campeão da Taça Minas Gerais 2008              | Mario Helênio        | 35 000     | 0 (não possui) |
| Uberaba (5)                | Uberaba          | MG     | 3º melhor colocado do Estadual 2009            | Uberabão             | 25 000     | 0 (não possui) |
| Uberlândia (5)             | Uberlândia       | MG     | 4º melhor colocado do Estadual 2009            | Parque do Sabiá      | 50 000     | 0 (não possui) |
| Ypiranga de Erechim        | Erechim          | RS     | 1° melhor colocado do Estadual 2009            | Colosso da Lagoa     | 30 000     | 0 (não possui) |

- (1) O Juventus, campeão estadual, desistiu oficialmente por problemas financeiros.[6] O Atlético Acreano (2º melhor colocado), o Vasco da Gama (3º), o Náuas (4º) , o Andirá (5º) , o São Francisco (6º), a ADESG (7º), o Independência (8º) e o Plácido de Castro (9º) também desistiram da vaga e o Acre não contou com nenhum representante.[1]
- (2) O Corinthians Alagoano (1° melhor colocado), o Coruripe (2º), o Murici (3º), o Igaci (4º), o Ipanema (5º) e o CSE (6º) oficializaram a suas desistências, sendo a vaga repassada ao CSA (7º melhor colocado)[7]
- (3) A final do Campeonato Capixaba entre Rio Branco e São Mateus foi interrompida em 30 de maio após o Rio Branco ficar com um número de jogadores insuficiente em campo, desencadeando uma grande confusão. Em acordo realizado entre os dois clubes, o São Mateus ficou com a vaga na Copa do Brasil e o Rio Branco com a vaga na Série D.[8]
- (4) O Itumbiara (1° melhor colocado), o Santa Helena (3º melhor colocado) e o Trindade (4º melhor colocado) oficializaram a suas desistências da vaga, sendo repassada à Anapolina[9]
- (5) O Rio Branco de Andradas (1° melhor colocado) e o Democrata de Governador Valadares (2° melhor colocado) desistiram oficialmente de disputar a competição, sendo as vagas repassadas para o Uberaba e para o Uberlândia, respectivamente o 3° e o 4° mais bem colocados no Campeonato Mineiro de 2009.[10]
- (6) O América, o outro finalista da competição, por já estar classificado para a Série C de 2009, entrou em acordo com o Tupi para que a vaga de direito da Copa do Brasil de 2009 ficasse sob sua posse enquanto o Tupi garantiria uma vaga para a Série D.[carece de fontes?]
- (7) O Sousa, campeão estadual, desistiu oficialmente da vaga, sendo repassada ao Treze, vice-campeão.[11]
- (8) O J.Malucelli firmou uma parceria com o Sport Club Corinthians Paulista e foi renomeado para Sport Club Corinthians Paranaense[12]
- (9) O Porto (2° melhor colocado) desistiu oficialmente de disputar a competição, sendo a vaga repassada para o Central, o 3° melhor colocado.[13]
- (10) O Bangu (2° melhor colocado) desistiu oficialmente da vaga, sendo repassada para o Friburguense (3° melhor colocado).[14]
- (11) O Nova Iguaçu, campeão da Copa Rio de 2008, abriu mão de sua vaga na Copa do Brasil de 2009, sendo então esta vaga repassada ao Americano, vice-campeão do torneio, que ficou com a vaga para a Copa do Brasil, e com o Madureira, 3° colocado da competição, recebendo a vaga para a Série D.[15]
- (12) O ASSU (campeão estadual), o Potyguar Seridoense (vice-campeão), o Santa Cruz (3º melhor colocado), o Baraúnas (4º) e o Potiguar de Mossoró (5º) desistiram oficialmente da vaga, sendo esta repassada para o Alecrim (6º melhor colocado).[16]
- (13) O Veranópolis (2° melhor colocado), o Santa Cruz (3° melhor colocado), e a Ulbra (4° melhor colocado) desistiram oficialmente de disputar a competição, sendo a vaga repassada para o São José de Porto Alegre, o 5° melhor colocado.[carece de fontes?]
- (14) O Vilhena, campeão estadual, desistiu oficialmente da vaga por problemas financeiros, sendo repassada ao Genus, vice-campeão.[17]

### Por localidade
Estado

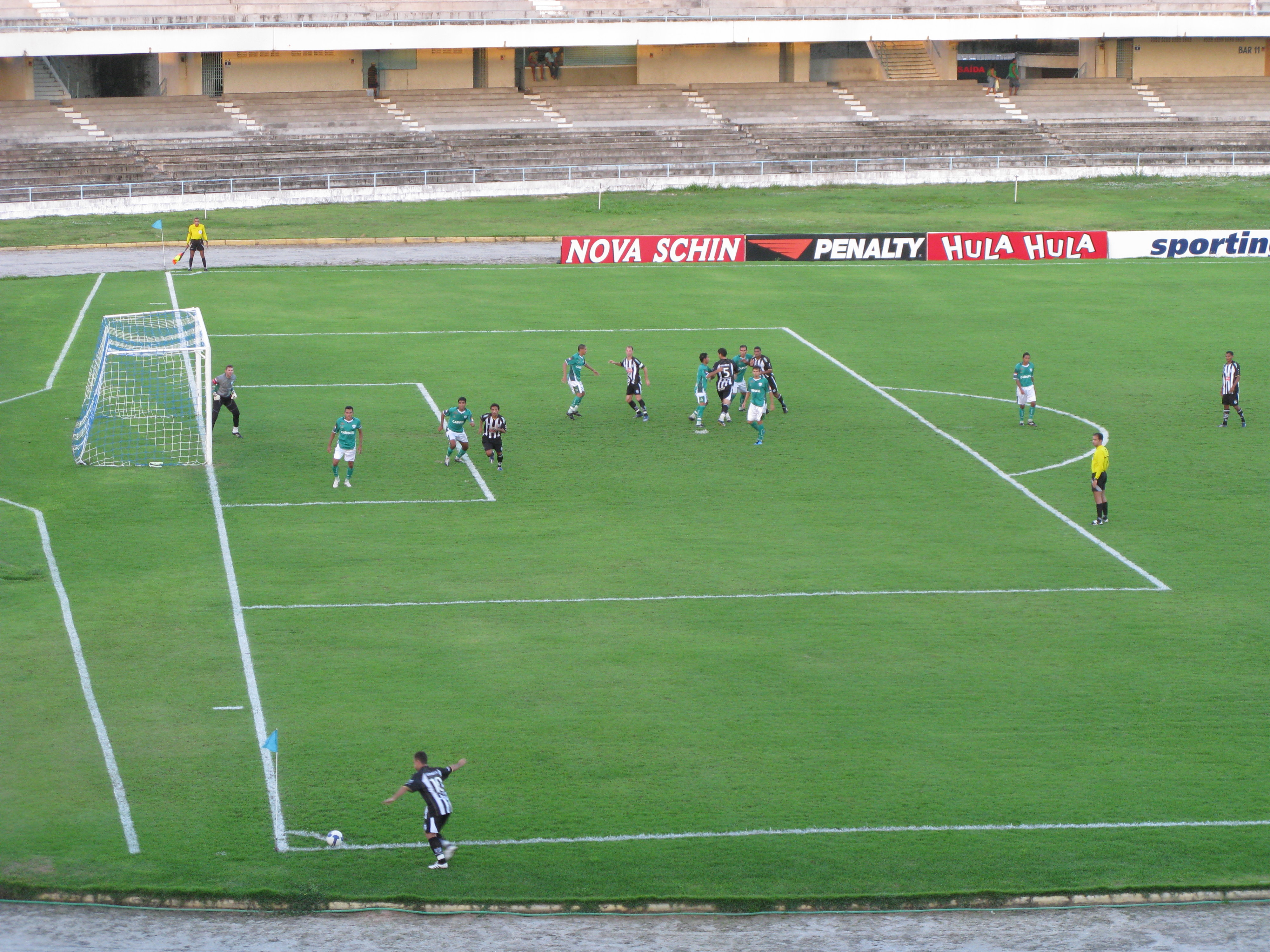
Alecrim (verde) contra Treze no Estádio João Machado, em partida válida pela primeira fase.

| - Minas Gerais: 3 participantes - Rio de Janeiro: 3 participantes - Rio Grande do Sul: 3 participantes - São Paulo: 3 participantes - Bahia: 2 participantes - Goiás: 2 participantes - Paraná: 2 participantes - Pernambuco: 2 participantes - Santa Catarina: 2 participantes - Alagoas: 1 participante - Amapá: 1 participante - Amazonas: 1 participante - Ceará: 1 participante | - Distrito Federal: 1 participante - Espírito Santo: 1 participante - Maranhão: 1 participante - Mato Grosso: 1 participante - Mato Grosso do Sul: 1 participante - Pará: 1 participante - Paraíba: 1 participante - Piauí: 1 participante - Rio Grande do Norte: 1 participante - Rondônia: 1 participante - Roraima: 1 participante - Sergipe: 1 participante - Tocantins: 1 participante |

Região
- Nordeste: 11 participantes
- Sudeste: 10 participantes
- Sul: 7 participantes
- Norte: 6 participantes
- Centro-Oeste: 5 participantes

## Primeira fase

### Grupo A1
| Pos | Equipes          | Pts | J | V | E | D | GP | GC | SG |
| --- | ---------------- | --- | - | - | - | - | -- | -- | -- |
| 1   | Nacional-AM      | 9   | 4 | 3 | 0 | 1 | 6  | 4  | +2 |
| 2   | Genus            | 6   | 4 | 2 | 0 | 2 | 7  | 5  | +2 |
| 3   | Atlético Roraima | 3   | 4 | 1 | 0 | 3 | 3  | 7  | –4 |

|                  | ATR    | GEN | NAM |
| ---------------- | ------ | --- | --- |
| Atlético Roraima | —      | 2–1 | 1–2 |
| Genus            | 3–0[a] | —   | 1–2 |
| Nacional-AM      | 1–0    | 1–2 | —   |

a. ^ O Atlético Roraima desistiu da competição, portanto, foi considerado derrotado por 3 a 0.

### Grupo A2
| Pos | Equipes             | Pts | J | V | E | D | GP | GC | SG |
| --- | ------------------- | --- | - | - | - | - | -- | -- | -- |
| 1   | São Raimundo-PA     | 10  | 6 | 3 | 1 | 2 | 9  | 7  | +2 |
| 2   | Cristal             | 10  | 6 | 3 | 1 | 2 | 6  | 5  | +1 |
| 3   | Moto Club           | 8   | 6 | 2 | 2 | 2 | 10 | 6  | +4 |
| 4   | Tocantins de Palmas | 5   | 6 | 1 | 2 | 3 | 6  | 13 | –7 |

|                     | CTL | MOT | SRS | TOC |
| ------------------- | --- | --- | --- | --- |
| Cristal             | —   | 1–0 | 0–1 | 0–1 |
| Moto Club           | 2–2 | —   | 3–0 | 1–1 |
| São Raimundo-PA     | 0–1 | 2–0 | —   | 2–2 |
| Tocantins de Palmas | 1–2 | 0–4 | 1–4 | —   |

### Grupo A3
| Pos | Equipes     | Pts | J | V | E | D | GP | GC | SG |
| --- | ----------- | --- | - | - | - | - | -- | -- | -- |
| 1   | Ferroviário | 10  | 6 | 3 | 1 | 2 | 8  | 4  | +4 |
| 2   | Alecrim     | 10  | 6 | 3 | 1 | 2 | 7  | 5  | +2 |
| 3   | Treze       | 8   | 6 | 2 | 2 | 2 | 5  | 7  | –2 |
| 4   | Flamengo-PI | 5   | 6 | 1 | 2 | 3 | 5  | 9  | –4 |

|             | ALE | FAC | FLP | TRE |
| ----------- | --- | --- | --- | --- |
| Alecrim     | —   | 1–2 | 1–0 | 2–0 |
| Ferroviário | 0–1 | —   | 3–0 | 2–0 |
| Flamengo-PI | 2–1 | 1–1 | —   | 1–1 |
| Treze       | 1–1 | 1–0 | 2–1 | —   |

### Grupo A4
| Pos | Equipes    | Pts | J | V | E | D | GP | GC | SG |
| --- | ---------- | --- | - | - | - | - | -- | -- | -- |
| 1   | Central    | 12  | 6 | 3 | 3 | 0 | 7  | 4  | +3 |
| 2   | Sergipe    | 7   | 6 | 2 | 1 | 3 | 4  | 6  | –2 |
| 3   | CSA        | 7   | 6 | 1 | 4 | 1 | 5  | 6  | –1 |
| 4   | Santa Cruz | 5   | 6 | 1 | 2 | 3 | 8  | 8  | 0  |

|            | CEN | CSA | STC | SER |
| ---------- | --- | --- | --- | --- |
| Central    | —   | 0–0 | 1–0 | 1–0 |
| CSA        | 1–1 | —   | 0–3 | 2–0 |
| Santa Cruz | 2–2 | 2–2 | —   | 1–2 |
| Sergipe    | 1–2 | 0–0 | 1–0 | —   |

### Grupo A5
| Pos | Equipes                | Pts | J | V | E | D | GP | GC | SG |
| --- | ---------------------- | --- | - | - | - | - | -- | -- | -- |
| 1   | Macaé                  | 13  | 6 | 4 | 1 | 1 | 9  | 4  | +5 |
| 2   | Fluminense de Feira    | 10  | 6 | 3 | 1 | 2 | 10 | 9  | +1 |
| 3   | Rio Branco-ES          | 8   | 6 | 2 | 2 | 2 | 11 | 9  | +2 |
| 4   | Atlético de Alagoinhas | 3   | 6 | 1 | 0 | 5 | 6  | 14 | –8 |

|                        | AAL | FLF | MAC | RBC |
| ---------------------- | --- | --- | --- | --- |
| Atlético de Alagoinhas | —   | 1–2 | 1–2 | 4–2 |
| Fluminense de Feira    | 3–0 | —   | 2–1 | 2–2 |
| Macaé                  | 2–0 | 2–0 | —   | 1–1 |
| Rio Branco-ES          | 3–0 | 3–1 | 0–1 | —   |

### Grupo A6
| Pos | Equipes      | Pts | J | V | E | D | GP | GC | SG |
| --- | ------------ | --- | - | - | - | - | -- | -- | -- |
| 1   | Tupi         | 11  | 6 | 3 | 2 | 1 | 4  | 3  | +1 |
| 2   | Paulista     | 9   | 6 | 2 | 3 | 1 | 4  | 3  | +1 |
| 3   | Madureira    | 8   | 6 | 2 | 2 | 2 | 9  | 8  | +1 |
| 4   | Friburguense | 4   | 6 | 1 | 1 | 4 | 6  | 9  | –3 |

|              | FRI | MAD | PTA | TUP |
| ------------ | --- | --- | --- | --- |
| Friburguense | —   | 3–4 | 0–0 | 0–1 |
| Madureira    | 1–2 | —   | 1–2 | 0–0 |
| Paulista     | 1–0 | 1–1 | —   | 0–0 |
| Tupi         | 2–1 | 0–2 | 1–0 | —   |

### Grupo A7
| Pos | Equipes    | Pts | J | V | E | D | GP | GC | SG |
| --- | ---------- | --- | - | - | - | - | -- | -- | -- |
| 1   | Uberaba    | 10  | 6 | 2 | 4 | 0 | 11 | 6  | +5 |
| 2   | Uberlândia | 10  | 6 | 2 | 4 | 0 | 10 | 6  | +4 |
| 3   | Mirassol   | 5   | 6 | 1 | 2 | 3 | 6  | 11 | –5 |
| 4   | Ituano     | 4   | 6 | 0 | 4 | 2 | 5  | 9  | –4 |

|            | ITU | MIR | USC | UEC |
| ---------- | --- | --- | --- | --- |
| Ituano     | —   | 1–4 | 0–0 | 1–1 |
| Mirassol   | 0–0 | —   | 1–4 | 0–3 |
| Uberaba    | 2–2 | 2–0 | —   | 2–2 |
| Uberlândia | 2–1 | 1–1 | 1–1 | —   |

### Grupo A8
| Pos | Equipes        | Pts | J | V | E | D | GP | GC | SG |
| --- | -------------- | --- | - | - | - | - | -- | -- | -- |
| 1   | Araguaia AC[b] | 10  | 6 | 5 | 1 | 0 | 11 | 6  | +5 |
| 2   | Brasília       | 6   | 6 | 1 | 3 | 2 | 11 | 11 | 0  |
| 3   | CRAC           | 5   | 6 | 1 | 2 | 3 | 9  | 10 | –1 |
| 4   | Anapolina      | 5   | 6 | 1 | 2 | 3 | 9  | 13 | –4 |

|             | ANA | AIA | BSA | CRAC |
| ----------- | --- | --- | --- | ---- |
| Anapolina   | —   | 1–1 | 3–3 | 1–4  |
| Araguaia AC | 2–1 | —   | 3–2 | 1–0  |
| Brasília    | 2–0 | 1–2 | —   | 1–1  |
| CRAC        | 1–3 | 1–2 | 2–2 | —    |

b. ^  O Araguaia perdeu seis pontos no Superior Tribunal de Justiça Desportiva devido a escalação irregular de jogador.

### Grupo A9
| Pos | Equipes             | Pts   | J | V | E | D | GP | GC | SG |
| --- | ------------------- | ----- | - | - | - | - | -- | -- | -- |
| 1   | Chapecoense         | 13    | 6 | 4 | 1 | 1 | 13 | 5  | +8 |
| 2   | Londrina            | 9     | 6 | 3 | 0 | 3 | 9  | 7  | +2 |
| 3   | Ypiranga de Erechim | 8     | 6 | 2 | 2 | 2 | 9  | 12 | –3 |
| 4   | Naviraiense         | –2[c] | 6 | 1 | 1 | 4 | 5  | 12 | –7 |

|                     | CHA | LON | NAV | YPI |
| ------------------- | --- | --- | --- | --- |
| Chapecoense         | —   | 2–0 | 3–0 | 4–3 |
| Londrina            | 2–1 | —   | 0–1 | 4–0 |
| Naviraiense         | 0–3 | 1–2 | —   | 0–1 |
| Ypiranga de Erechim | 0–0 | 2–1 | 3–3 | —   |

c^  O Naviraiense foi punido e perdeu seis pontos no Superior Tribunal de Justiça Desportiva.

### Grupo A10
| Pos | Equipes                | Pts | J | V | E | D | GP | GC | SG |
| --- | ---------------------- | --- | - | - | - | - | -- | -- | -- |
| 1   | São José-RS            | 12  | 6 | 4 | 0 | 2 | 9  | 6  | +3 |
| 2   | Corinthians Paranaense | 11  | 6 | 3 | 2 | 1 | 9  | 5  | +4 |
| 3   | Brusque                | 10  | 6 | 3 | 1 | 2 | 10 | 9  | +1 |
| 4   | Pelotas                | 1   | 6 | 0 | 1 | 5 | 4  | 12 | –8 |

|                        | BRU | CPR | PEL | SJO |
| ---------------------- | --- | --- | --- | --- |
| Brusque                | —   | 1–1 | 4–2 | 0–2 |
| Corinthians Paranaense | 2–0 | —   | 3–1 | 2–1 |
| Pelotas                | 0–1 | 1–1 | —   | 0–1 |
| São José-RS            | 2–4 | 1–0 | 2–0 | —   |

|  |                                      |
|  | Zona de classificação a segunda fase |

## Segunda e terceira fase
|  | Segunda fase           | Segunda fase    | Segunda fase | Segunda fase |   |             | Terceira fase | Terceira fase | Terceira fase | Terceira fase |
|  |                        |                 |              |              |   |             |               |               |               |               |
|  | Nacional-AM            | 1               | 2            | 3            |   |             |               |               |               |               |
|  | Cristal                | 1               | 5            | 6            |   |             |               |               |               |               |
|  | Cristal                | 1               | 5            | 6            |   | Cristal     | 1             | 3             | 4             |               |
|  |                        |                 |              |              |   | Cristal     | 1             | 3             | 4             |               |
|  |                        | São Raimundo-PA | 4            | 1            | 5 |             |               |               |               |               |
|  | São Raimundo-PA        | São Raimundo-PA | 4            | 1            | 5 | 1           | 2             | 3             |               |               |
|  | São Raimundo-PA        |                 |              |              |   | 1           | 2             | 3             |               |               |
|  | Genus                  | 1               | 0            | 1            |   |             |               |               |               |               |
|  | Genus                  | 1               | 0            | 1            |   |             |               |               |               |               |
|  |                        |                 |              |              |   |             |               |               |               |               |
|  | Ferroviário            | 0               | 3            | 3            |   |             |               |               |               |               |
|  | Sergipe                | 2               | 3            | 5            |   |             |               |               |               |               |
|  | Sergipe                | 2               | 3            | 5            |   | Sergipe     | 3             | 0             | 3             |               |
|  |                        |                 |              |              |   | Sergipe     | 3             | 0             | 3             |               |
|  |                        | Alecrim         | 1            | 3            | 4 |             |               |               |               |               |
|  | Central                | Alecrim         | 1            | 3            | 4 | 0           | 1             | 1             |               |               |
|  | Central                |                 |              |              |   | 0           | 1             | 1             |               |               |
|  | Alecrim                | 2               | 0            | 2            |   |             |               |               |               |               |
|  | Alecrim                | 2               | 0            | 2            |   |             |               |               |               |               |
|  |                        |                 |              |              |   |             |               |               |               |               |
|  | Macaé                  | 0               | 3            | 3            |   |             |               |               |               |               |
|  | Paulista               | 0               | 1            | 1            |   |             |               |               |               |               |
|  | Paulista               | 0               | 1            | 1            |   | Macaé       | 1             | 0             | 1             |               |
|  |                        |                 |              |              |   | Macaé       | 1             | 0             | 1             |               |
|  |                        | Tupi            | 1            | 0            | 1 |             |               |               |               |               |
|  | Tupi                   | Tupi            | 1            | 0            | 1 | 1           | 4             | 5             |               |               |
|  | Tupi                   |                 |              |              |   | 1           | 4             | 5             |               |               |
|  | Fluminense de Feira    | 1               | 2            | 3            |   |             |               |               |               |               |
|  | Fluminense de Feira    | 1               | 2            | 3            |   |             |               |               |               |               |
|  |                        |                 |              |              |   |             |               |               |               |               |
|  | Uberaba                | 2               | 2            | 4            |   |             |               |               |               |               |
|  | Brasília               | 3               | 0            | 3            |   |             |               |               |               |               |
|  | Brasília               | 3               | 0            | 3            |   | Uberaba     | 2             | 0             | 2             |               |
|  |                        |                 |              |              |   | Uberaba     | 2             | 0             | 2             |               |
|  |                        | Araguaia AC     | 0            | 1            | 1 |             |               |               |               |               |
|  | Araguaia AC            | Araguaia AC     | 0            | 1            | 1 | 2           | 2             | 4             |               |               |
|  | Araguaia AC            |                 |              |              |   | 2           | 2             | 4             |               |               |
|  | Uberlândia             | 3               | 0            | 3            |   |             |               |               |               |               |
|  | Uberlândia             | 3               | 0            | 3            |   |             |               |               |               |               |
|  |                        |                 |              |              |   |             |               |               |               |               |
|  | Chapecoense            | 3               | 0            | 3            |   |             |               |               |               |               |
|  | Corinthians Paranaense | 0               | 0            | 0            |   |             |               |               |               |               |
|  | Corinthians Paranaense | 0               | 0            | 0            |   | Chapecoense | 2             | 1             | 3             |               |
|  |                        |                 |              |              |   | Chapecoense | 2             | 1             | 3             |               |
|  |                        | Londrina        | 1            | 1            | 2 |             |               |               |               |               |
|  | São José-RS            | Londrina        | 1            | 1            | 2 | 1           | 1             | 2             |               |               |
|  | São José-RS            |                 |              |              |   | 1           | 1             | 2             |               |               |
|  | Londrina               | 3               | 0            | 3            |   |             |               |               |               |               |

## Fase final
Nesta fase se classificaram os vencedores dos grupos C1, C2, C3, C4 e C5, mais os três melhores dos cinco perdedores destes grupos.
|  | Quartas de final | Quartas de final     | Quartas de final | Quartas de final |   |                 | Semifinais        | Semifinais        | Semifinais        | Semifinais        |  |       | Final                         | Final                         | Final                         | Final                         |  |  |
|  |                  |                      |                  |                  |   |                 | 4 e 18 de outubro | 4 e 18 de outubro | 4 e 18 de outubro | 4 e 18 de outubro |  |       | 25 de outubro e 1 de novembro | 25 de outubro e 1 de novembro | 25 de outubro e 1 de novembro | 25 de outubro e 1 de novembro |  |  |
|  |                  |                      |                  |                  |   |                 |                   |                   |                   |                   |  |       |                               |                               |                               |                               |  |  |
|  | Araguaia AC      | 1                    | 1                | 2                |   |                 |                   |                   |                   |                   |  |       |                               |                               |                               |                               |  |  |
|  | Chapecoense (gf) | 2                    | 0                | 2                |   |                 |                   |                   |                   |                   |  |       |                               |                               |                               |                               |  |  |
|  | Chapecoense (gf) | 2                    | 0                | 2                |   | Chapecoense     | 0                 | 3                 | 3                 |                   |  |       |                               |                               |                               |                               |  |  |
|  |                  |                      |                  |                  |   | Chapecoense     | 0                 | 3                 | 3                 |                   |  |       |                               |                               |                               |                               |  |  |
|  |                  | Macaé                | 2                | 2                | 4 |                 |                   |                   |                   |                   |  |       |                               |                               |                               |                               |  |  |
|  | Tupi             | Macaé                | 2                | 2                | 4 | 3               | 1                 | 4                 |                   |                   |  |       |                               |                               |                               |                               |  |  |
|  | Tupi             |                      |                  |                  |   | 3               | 1                 | 4                 |                   |                   |  |       |                               |                               |                               |                               |  |  |
|  | Macaé (gf)       | 2                    | 2                | 4                |   |                 |                   |                   |                   |                   |  |       |                               |                               |                               |                               |  |  |
|  | Macaé (gf)       | 2                    | 2                | 4                |   |                 |                   |                   |                   |                   |  | Macaé | 3                             | 1                             | 4                             |                               |  |  |
|  |                  |                      |                  |                  |   |                 |                   |                   |                   |                   |  | Macaé | 3                             | 1                             | 4                             |                               |  |  |
|  |                  | São Raimundo-PA (gf) | 2                | 2                | 4 |                 |                   |                   |                   |                   |  |       |                               |                               |                               |                               |  |  |
|  | Cristal          | São Raimundo-PA (gf) | 2                | 2                | 4 | 1               | 0                 | 1                 |                   |                   |  |       |                               |                               |                               |                               |  |  |
|  | Cristal          |                      |                  |                  |   | 1               | 0                 | 1                 |                   |                   |  |       |                               |                               |                               |                               |  |  |
|  | São Raimundo-PA  | 1                    | 2                | 3                |   |                 |                   |                   |                   |                   |  |       |                               |                               |                               |                               |  |  |
|  | São Raimundo-PA  | 1                    | 2                | 3                |   | São Raimundo-PA | 3                 | 2                 | 5                 |                   |  |       |                               |                               |                               |                               |  |  |
|  |                  |                      |                  |                  |   | São Raimundo-PA | 3                 | 2                 | 5                 |                   |  |       |                               |                               |                               |                               |  |  |
|  |                  | Alecrim              | 1                | 2                | 3 |                 |                   |                   |                   |                   |  |       |                               |                               |                               |                               |  |  |
|  | Alecrim          | Alecrim              | 1                | 2                | 3 | 1               | 1                 | 2                 |                   |                   |  |       |                               |                               |                               |                               |  |  |
|  | Alecrim          |                      |                  |                  |   | 1               | 1                 | 2                 |                   |                   |  |       |                               |                               |                               |                               |  |  |
|  | Uberaba          | 0                    | 1                | 1                |   |                 |                   |                   |                   |                   |  |       |                               |                               |                               |                               |  |  |

| Aumento | Equipes promovidas à Série C de 2010 |

## Premiação
| Campeão Brasileiro 2009 Série D                |
| Pará                                           |
| ---------------------------------------------- |
| São Raimundo Esporte Clube Campeão (1º título) |

## Artilharia
| Gols | Jogador            | Time                |
| ---- | ------------------ | ------------------- |
| 10   | Michel Parintins   | São Raimundo-PA     |
| 7    | Max Jari           | Cristal             |
| 6    | Dinei              | Araguaia AC         |
| 5    | Deon               | Fluminense de Feira |
| 5    | Fabinho Cambalhota | Sergipe             |
| 5    | Edcarlos           | Brasília            |

## Maiores públicos
| Nº | Público | Mandante        | Placar | Visitante   | Local                      | Data           |
| -- | ------- | --------------- | ------ | ----------- | -------------------------- | -------------- |
| 1  | 45 007  | Santa Cruz      | 2–2    | Central     | Arruda                     | 11 de julho    |
| 2  | 40 028  | Santa Cruz      | 1–2    | Sergipe     | Arruda                     | 25 de julho    |
| 3  | 29 702  | Santa Cruz      | 2–2    | CSA         | Arruda                     | 9 de agosto    |
| 4  | 17 234  | São Raimundo-PA | 2–1    | Macaé       | Colosso do Tapajós         | 1º de novembro |
| 5  | 11 560  | Central         | 1–0    | Santa Cruz  | Lacerdão                   | 2 de agosto    |
| 6  | 9 789   | Londrina        | 1–1    | Chapecoense | Estádio do Café            | 13 de setembro |
| 7  | 9 739   | Central         | 1–0    | Alecrim     | Lacerdão                   | 23 de agosto   |
| 8  | 9 527   | Central         | 0–0    | CSA         | Lacerdão                   | 19 de julho    |
| 9  | 8 805   | Central         | 1–0    | Sergipe     | Lacerdão                   | 5 de julho     |
| 10 | 8 768   | São Raimundo-PA | 2–0    | Cristal     | Estádio Colosso do Tapajós | 27 de setembro |

## Classificação geral
| 1  | São Raimundo-PA        | 28     | 16 | 8 | 4 | 4 | 29 | 20 | 9  |
| 2  | Macaé                  | 28     | 16 | 8 | 4 | 4 | 25 | 17 | 8  |
| 3  | Chapecoense            | 27     | 14 | 8 | 3 | 3 | 24 | 13 | 11 |
| 4  | Alecrim                | 21     | 14 | 6 | 3 | 5 | 18 | 15 | 3  |
| 5  | Tupi                   | 20     | 12 | 5 | 5 | 2 | 14 | 11 | 3  |
| 6  | Araguaia AC            | 19[i]  | 12 | 8 | 1 | 3 | 18 | 13 | 5  |
| 7  | Cristal                | 18     | 12 | 5 | 3 | 4 | 17 | 16 | 1  |
| 8  | Uberaba                | 17     | 12 | 4 | 5 | 3 | 18 | 12 | 6  |
| 9  | Sergipe                | 14     | 10 | 4 | 2 | 4 | 12 | 13 | -1 |
| 10 | Londrina               | 13     | 10 | 4 | 1 | 5 | 14 | 12 | +2 |
| 11 | São José-RS            | 15     | 8  | 5 | 0 | 3 | 11 | 9  | +2 |
| 12 | Central                | 15     | 8  | 4 | 3 | 1 | 8  | 6  | +2 |
| 13 | Uberlândia             | 13     | 8  | 3 | 4 | 1 | 13 | 10 | +3 |
| 14 | Corinthians Paranaense | 12     | 8  | 3 | 3 | 2 | 9  | 8  | +1 |
| 15 | Ferroviário            | 11     | 8  | 3 | 2 | 3 | 11 | 9  | +2 |
| 16 | Fluminense de Feira    | 11     | 8  | 3 | 2 | 3 | 13 | 14 | -1 |
| 17 | Nacional-AM            | 10     | 6  | 3 | 1 | 2 | 9  | 10 | -1 |
| 18 | Paulista               | 10     | 8  | 2 | 4 | 2 | 5  | 6  | -1 |
| 19 | Brasília               | 9      | 8  | 2 | 3 | 3 | 14 | 15 | -1 |
| 20 | Genus                  | 7      | 6  | 2 | 1 | 3 | 8  | 8  | 0  |
| 21 | Brusque                | 10     | 6  | 3 | 1 | 2 | 10 | 9  | +1 |
| 22 | Moto Club              | 8      | 6  | 2 | 2 | 2 | 10 | 6  | +4 |
| 23 | Rio Branco-ES          | 8      | 6  | 2 | 2 | 2 | 11 | 9  | +2 |
| 24 | Madureira              | 8      | 6  | 2 | 2 | 2 | 9  | 8  | +1 |
| 25 | Treze                  | 8      | 6  | 2 | 2 | 2 | 5  | 7  | -2 |
| 26 | Ypiranga de Erechim    | 8      | 6  | 2 | 2 | 2 | 9  | 12 | -3 |
| 27 | CSA                    | 7      | 6  | 1 | 4 | 1 | 5  | 6  | -1 |
| 28 | Santa Cruz             | 5      | 6  | 1 | 2 | 3 | 8  | 8  | 0  |
| 29 | CRAC                   | 5      | 6  | 1 | 2 | 3 | 9  | 10 | -1 |
| 30 | Anapolina              | 5      | 6  | 1 | 2 | 3 | 9  | 13 | -4 |
| 31 | Flamengo-PI            | 5      | 6  | 1 | 2 | 3 | 5  | 9  | -4 |
| 32 | Mirassol               | 5      | 6  | 1 | 2 | 3 | 6  | 11 | -5 |
| 33 | Tocantins de Palmas    | 5      | 6  | 1 | 2 | 3 | 6  | 13 | -7 |
| 34 | Friburguense           | 4      | 6  | 1 | 1 | 4 | 6  | 9  | -3 |
| 35 | Ituano                 | 4      | 6  | 0 | 4 | 2 | 5  | 9  | -4 |
| 36 | Atlético Roraima       | 3      | 4  | 1 | 0 | 3 | 3  | 7  | -4 |
| 37 | Atlético de Alagoinhas | 3      | 6  | 1 | 0 | 5 | 6  | 14 | -8 |
| 38 | Pelotas                | 1      | 6  | 0 | 1 | 5 | 4  | 12 | -8 |
| 39 | Naviraiense            | -2[ii] | 6  | 1 | 1 | 4 | 5  | 12 | -7 |

I. ^  O Araguaia perdeu seis pontos no Superior Tribunal de Justiça Desportiva devido a escalação irregular de jogador.
II. ^ O Naviraiense foi punido e perdeu seis pontos no Superior Tribunal de Justiça Desportiva.
|  | Promovidos à Série C de 2010 e finalistas.                |
|  | Promovidos à Série C de 2010 e eliminados nas semifinais. |
|  | Eliminados nas quartas de final.                          |
|  | Eliminados na terceira fase.                              |
|  | Eliminados na segunda fase.                               |
|  | Eliminados na primeira fase.                              |